# 行政管理区
行政管理区，简称管理区、区。指行政地位与同级行政区相同的特定管理区域，为管理区的一种。“县级行政管理区”为中华人民共和国特有的区划形式，只具备行政管理层次上的意义，不属于真正意义的行政区。大多数设立的特定区域，其工作机构称为“管理委员会”，冠名以“xx区管理委员会”，因“管理委员会”行政上与县级政府处于同一层次，被赋予“县级行政管理区”。“县级行政管理区”的管理委员会为地级市（或直辖市）政府的派出机构，不属于一级地方政府。虽然就一般的发展而言，管理区与同一地级市其它市辖区相差无几，但是管理区没有人大、政协等机构；因此管理区代管的乡、镇级行政区等如果需要参加人大会议时，需去民政部登记的其所属的县（区）参加人大会议。

## 设置意义
从现存的“县级行政管理区”类型来看，“县级行政管理区”的管理委员会为直辖市或地级市人民政府工作机构，“县级行政管理区”的设立或因产业规划、旅游布局或因历史等原因。以湖南省为例，因历史原因设立怀化市洪江管理区；因省级国有农场改制，设立屈原、西湖、西洞庭以及大通湖四个县级管理区。长沙市政府因长沙高新技术产业开发区和经济技术开发区分别设立长沙高新技术产业开发区管理委员会与长沙经济技术开发区管理委员会。

## 类型

### 经济特区
中国大陆最早设立的开发区为1979年7月15日在深圳、珠海试办的“出口特区”，1980年5月16日，中共中央、国务院批转《广东、福建两省会议纪要》，正式将“出口特区”改名为“经济特区”。经济特区范围也经历不断的调整，如1980年8月，国务院决定设立珠海经济特区，包括拱北、湾仔小部分地区总计6.81平方公里；1983年7月27日，扩展至包括香洲、吉大、拱北、前山、南屏、湾仔地区，总面积14.1平方公里；1988年，特区面积第二次扩大，调整后的特区范围包括上涌、下栅两个边防公安检查站以南的陆地和珠海市北面的淇澳岛，总面积为121平方公里；2009年6月24日，国务院常务会议讨论并原则通过《横琴总体发展规划》，横琴岛纳入珠海经济特区，珠海经济特区总面积增至207平方公里。
经济特区对境外投资者在原材料、设备、元器件的进口和产品出口、税率和税收减免、外汇结算和利润的汇出、土地使用、境外人员居留和出入境手续等方面有许多优惠，在中国加入世贸以前，享受有别于其他地方优惠政策，随着中国融入世贸，其优势地位渐渐丧失，渐渐成为其他地区广泛设立的“经济开发区”。

### 开发区
开发区依照产业重点的不同分为经济开发区、经济技术开发区、工业区等类型，此外还有产业园或工业园、科技园相对专业的区域等，多附属于开发区。开发区为中国大陆地区推行“改革开放”以来设置最多的经济区。按照所设层次的不同，分为国家级、省级、县级三种主要类型，很多乡镇也设有开发区。为便于管理，开发区划定的区域多为地级行政区范围内跨县级行政区的区域，或一个县级行政区范围划定的区域，这类开发区以国家级或省级开发区为主；县级行政区范围划定的开发区则以县级开发区为主，在一个乡镇内或跨越乡镇划定区域；乡镇一级设立的开发区多跨行政村划定区域，或一个行政村范围内划定区域。

## 机构设置与管理体制
一般设立××区管理委员会作为上一级人民政府的派出机构，并设立中国共产党××区工作委员会作为上一级党委的派出机构。